# Buzadovac
 Buzadovac  falu Horvátországban Zágráb megyében. Közigazgatásilag Gradechez tartozik.

## Fekvése
Zágrábtól 46 km-re, községközpontjától  6 km-re északkeletre,  a megye északkeleti határán fekszik.

## Története
A települést 1501-ben a gradeci plébánia részeként említik. 1673-ban említik Szent Miklós püspök tiszteletére szentelt fából épített kápolnáját. 
A településnek 1857-ben 120, 1910-ben 195 lakosa volt. Trianonig Belovár-Kőrös vármegye Kőrösi járásához tartozott. 2001-ben a falunak 134 lakosa volt.

## Lakosság
| Lakosság változása | Lakosság változása | Lakosság változása | Lakosság változása | Lakosság változása | Lakosság változása | Lakosság változása | Lakosság változása | Lakosság változása | Lakosság változása | Lakosság változása | Lakosság változása | Lakosság változása | Lakosság változása | Lakosság változása |  |
| ------------------ | ------------------ | ------------------ | ------------------ | ------------------ | ------------------ | ------------------ | ------------------ | ------------------ | ------------------ | ------------------ | ------------------ | ------------------ | ------------------ | ------------------ |  |
| 1857               | 1869               | 1880               | 1890               | 1900               | 1910               | 1921               | 1931               | 1948               | 1953               | 1961               | 1971               | 1981               | 1991               | 2001               |  |
| 120                | 136                | 128                | 158                | 199                | 195                | 183                | 182                | 209                | 210                | 191                | 180                | 178                | 158                | 134                |  |

## Nevezetességei
Szent Miklós püspök tiszteletére szentelt kápolnája 1673-ban már állt.

## Külső hivatkozások
Gradec község hivatalos oldala